# Герман I (маркграф Мейсена)
Герман I (нем. Hermann I; ок. 980 — 1 ноября 1038) — маркграф в Оберлаузице с 1004 по 1007, граф Бауцена с 1007, маркграф Мейсена с 1009, граф Хасегау и Хутици с 1028, сын Эккехарда I, маркграфа Мейсена, и Сванехильды Биллунг, дочери герцога Саксонии Германа Биллунга, старший брат маркграфа Эккехарда II, который был его соправителем с 1032 года.

## Биография
В 1002 году, после неудачной попытки отца Германа, Эккехарда I, стать императором Священной Римской империи, последний был убит. В это время Герман осаждал графа Веймара Вильгельма II, но после известия о гибели отца снял осаду. 
Тем временем князь Польши Болеслав I Храбрый оккупировал маркграфство Мейсен. Болеслав пытался купить город Мейсен за любые деньги, но не смог этого добиться от нового императора Генриха II, так как это не входило в интересы последнего. Однако Болеславу удалось уговорить императора передать маркграфство младшему брату убитого маркграфа Эккехарда, Гунцелину, в ущерб Герману. Тем не менее, Герман женился на дочери Болеслава Регелинде. Вместо Мейсена император передал Болеславу Лужицкую марку. 
В 1004 году император организовал новый поход против польского князя, и ценой больших потерь ему удалось захватить крепость Бауцен. Оборону крепости и близлежащих земель, на которых проживало славянское племя мильчан, король поручил Герману.
В 1005 году немецкие войска предприняли новый поход в Польшу, дойдя до Познани. Болеслав Храбрый пошёл на заключение мира (1005) в Познани, по которому Польша отказалась от Лужицкой и Мейсенской областей
В 1007 году, пользуясь отсутствием императора, Болеслав вновь захватил Лужицкую и Мейсенскую марки, в результате чего Герман потерял все свои земли, захваченные в 1004 году. Герман возглавлял посольство Генриха II, объявившее войну Болеславу. Князь начал наступление, в ходе которого были захвачены польская провинция Зорау и вся Лужицкая марка. 
Взяв Цербст, тесть Германа осадил крепость Бауцен, сообщив через посредников, что он не хотел бы кровопролития и готов принять крепость без боя. Таким образом, маркграф Герман выиграл семидневное перемирие. Он сам прорвался из окружения и отправился за помощью в Магдебург. Попытки собрать совет из саксонских феодалов были безуспешны, в то время как положение вокруг крепости, несмотря на перемирие, становилось всё хуже. В конце концов гарнизон крепости попросил у Болеслава дать им возможность спокойно уйти и передал крепость в его руки.
Гунцелин враждовал со своими племянниками Германом I и Эккехардом II. В 1009 году Герман снова поссорился с Гунцелином. Последний совершил неудачную попытку захватить город Стрелу, защищаемый воинами Германа. После этого Гунцелин сжёг город Рохлиц, расположенный на реке Мульде и плохо обороняемый. В ответ Герман и Эккехард внезапно окружили с большим отрядом замок Гунцелина (предположительно Альтенбург), который лежал на реке Заале, хорошо укрепленный и весьма любимый Гунцелином, который он укрепил гарнизоном и стенами. Братья взяли его штурмом, разрушили и сравняли с землей.
В том же году Генрих II лишил Гунцелина всех владений, обвинив его в союзе с Болеславом Храбрым, который, действительно, поддерживал хорошие отношения с маркграфом. На совете германских князей Герман был утверждён императором маркграфом Мейсена при поддержке дворянства, императрицы Кунигунды и советника Генриха II, архиепископа Магдебурга Тагино.
В 1015 году император возобновил войну против Болеслава, в которой Герман не участвовал. В одном из сражений был убит маркграф Саксонской Восточной марки Геро II, который приходился единоутробным братом Герману (его мать Сванехильда первый раз была замужем за маркграфом Мейсена Титмаром I). Герман и его братья архиепископ Зальцбурга Гунтер и Эккехард добились выдачи тела Геро и других павших воинов. 
Одна из групп основных сил немецкого войска попала в окружение и была почти полностью перебита. Преследуя беспорядочно отступавшие войска Генриха II, поляки снова форсировали Эльбу. 13 сентября сыну Болеслава, Мешко II, удалось поджечь город Мейсен, но из-за разлива реки Эльбы их войско вскоре отступило.
30 января 1018 года, после ряда безуспешных мероприятий против польского короля, германский император Генрих II пошёл на заключение мира с Болеславом.  По Бауценскому (Будишинскому) миру 1018 года император признал за Болеславом I ленные права на Лужицкую марку (Лаузиц), тогда как Мейсен возвращался императору. Болеслав взял четвертой супругой Оду, сестру маркграфа Германа Мейсенского.
В Тюрингии Герман постоянно конфликтовал с графами Веймара и грабил их город. Также он боролся с епископом Мерзебурга Титмаром за право использования леса в Рохлице в охотничьих целях. 
В 1028 году Герману было передано графство Хутици и земли в районе Гассегау. В 1029 году Герман и его брат Эккехард пошли навстречу желанию Конрада II и перенесли резиденцию Цайцского епископства  в Наумбург, после чего епархия получила своё современное имя Наумбург-Цайц. В Наумбурге также была построена церковь, куда братья перенесли останки отца. 
В 1031 году Герман присутствовал при подписании мирного соглашения между императором Конрадом II и князем Польши Мешко II. 
С 1032 года соправителем Германа стал его брат Эккехард. Политические и военные действия братьев в значительной степени обеспечили защиту Мейсенской марки от польских нападений. Герман умер в 1038 году. Ему наследовал Эккехард II.

## Брак

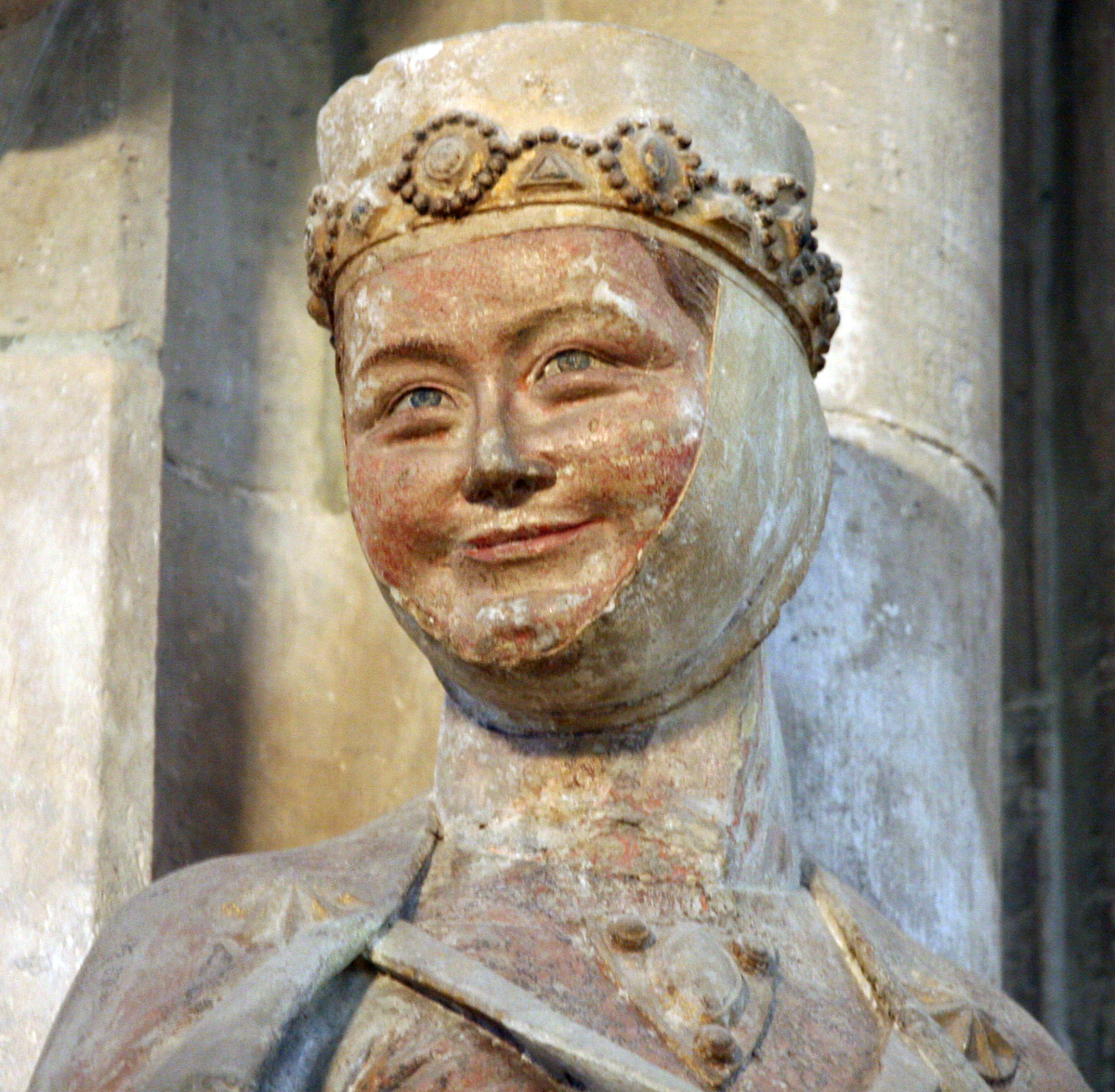
Регелинда. Наумбургский собор.

Жена с ок. 1002: Регелинда Польская (989 — после 21 марта 1016), дочь польского князя Болеслава I Храброго и его третьей жены Эмнильды. Детей не было.